# Islote Corsario
Die Islote Corsario (spanisch) ist eine kleine Insel vor der Nordküste der westantarktischen Alexander-I.-Insel.
Argentinische Wissenschaftler benannten sie. Der weitere Benennungshintergrund ist nicht überliefert.